# Idaea erosata
Idaea erosata är en fjärilsart som beskrevs av Hüfnagel 1767. Idaea erosata ingår i släktet Idaea och familjen mätare. Inga underarter finns listade i Catalogue of Life.